# Czernyola basalis
Czernyola basalis är en tvåvingeart som först beskrevs av Leander Czerny 1903.  Czernyola basalis ingår i släktet Czernyola och familjen träflugor.
Artens utbredningsområde är Peru. Inga underarter finns listade i Catalogue of Life.